# Natura umana (singolo)
Natura umana è il secondo singolo di Gianluca Grignani tratto dall'album omonimo. È stato pubblicato il 23 dicembre 2011 in contemporanea con il video musicale.

## Il singolo
Il singolo è stato distribuito il 23 dicembre 2011 nelle stazioni radiofoniche e reso anche disponibile per il download digitale. Ha ottenuto in Italia successo a partire dal gennaio 2012.

## Il video
Il video è stato pubblicato il 23 dicembre 2011. Inizia con la ripresa della faccia in primo piano di un lupo. Successivamente si alternano riprese con il lupo e con Gianluca Grignani che suona il pianoforte e con l'avanzare del video le sembianze di Grignani iniziano ad assomigliare a quelle di un lupo mannaro. Il video finisce mostrando la trasformazione completa di Grignani e con un primo piano della sua faccia che ringhia arrabbiato davanti alla telecamera.